# Flottille 28F
La flottille 28F est une flottille de l'aviation navale française créée le 1er juillet 1944 et toujours active.  
Le plus célèbre navigateur du XXe siècle, le capitaine de vaisseau Éric Tabarly fut pilote de la 28F d'avril 1955 à avril 1956 sur PB4Y Privateer de patrouille maritime ou il effectua environ 1 000 heures de vol, en particulier au cours de la guerre d'Indochine .

## Historique

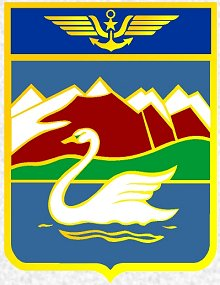
Blason de Escadrille 3S

"Le 31 mars 2000 sur la BAN Hyères, le loup de la 28F a mangé le cygne de la 3S.",
Onze Embraer EMB-121 Xingu rénovés OACI sont en service dans cette flottille sur les dix-huit reçu par la marine nationale.

## Bases
- Base navale de Norfolk (juillet 1944-septembre 1944)
- BAN Agadir (septembre 1944)
- Base d'aéronautique navale d'Aspretto (septembre 1944-novembre 1944)
- BAN Cuers-Pierrefeu (novembre 1944-décembre 1944)
- BAN Port-Lyautey (décembre 1944-mai 1945)
- BAN Agadir (mai 1945-octobre 1945)
- Base aérienne 191 Tan-Son-Nhut (Cochinchine) (octobre 1945-juin 1953)
- BAN Port-Lyautey (juin 1953-mars 1956)
- BAN Karouba (mars 1956-décembre 1960)
- BAN Lartigue (janvier 1961-septembre 1962)
- BAN Nîmes-Garons (septembre 1962-avril 1963)
- BAN Hyères Le Palyvestre (mars 2000-septembre 2002)
- BAN Nîmes-Garons (décembre 2002-juin 2010)
- BAN Lann-Bihoué (depuis juin 2010)

## Appareils

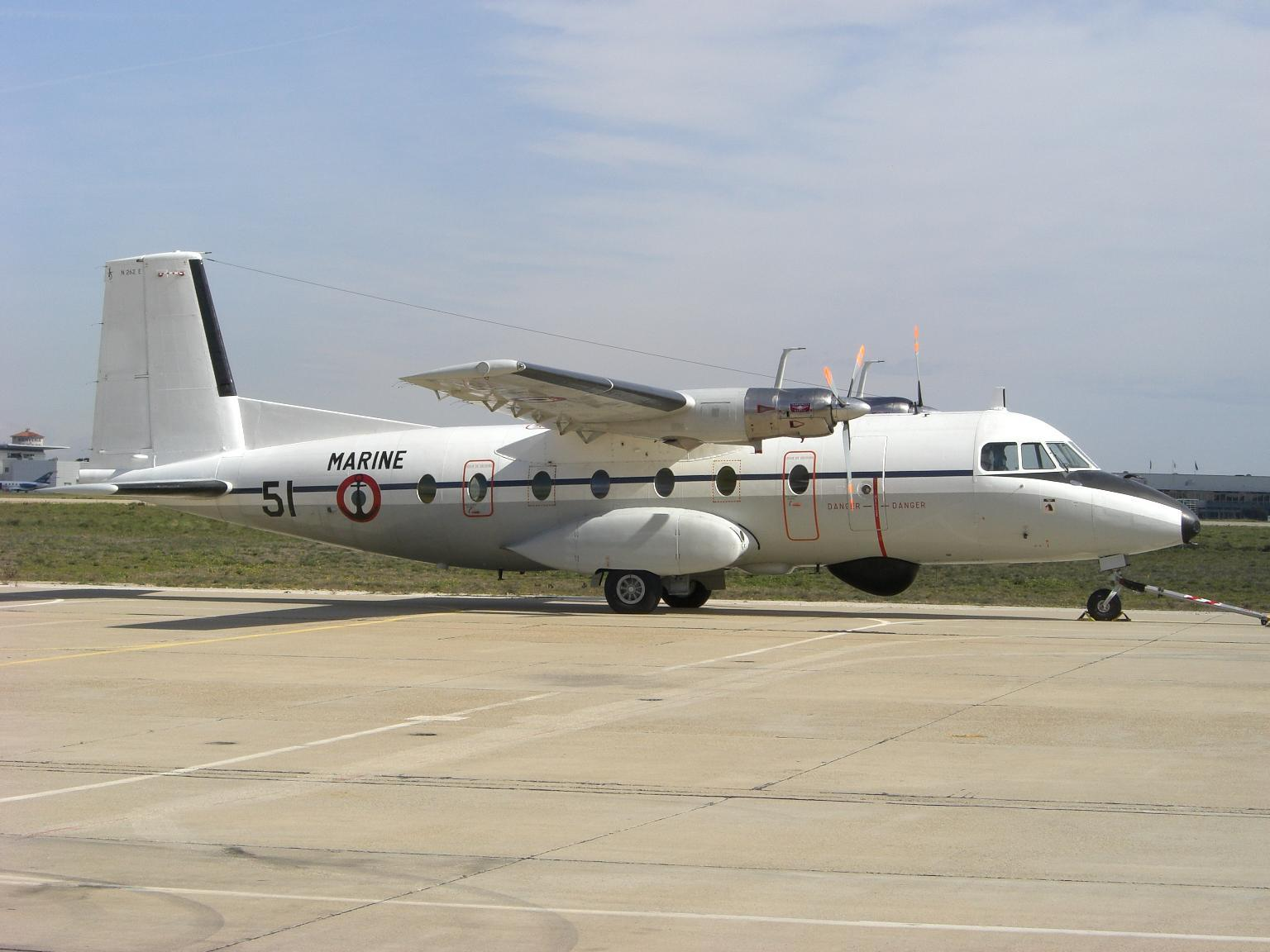
Un Aérospatiale N262E Frégate de la 28F sur le parking de la BAN Nîmes-Garons

- Consolidated PBY Catalina (juillet 1944-janvier 1951)
- Consolidated PB4Y Privateer (janvier 1951-janvier 1961)
- Lockheed P2V-6 Neptune (janvier 1961-avril 1963)
- Aérospatiale N262E Frégate (mars 2000-février 2009)
- Embraer EMB-121 Xingu (depuis mars 2000)

## Devise
« À belles dents ! »